# Championnat de Tunisie masculin de handball 1966-1967
Navigation
Saison précédente Saison suivante
La saison 1966-1967 du championnat de Tunisie masculin de handball est la douzième édition de la compétition.
Elle enregistre le premier titre de champion de Tunisie de l'Espérance sportive de Tunis qui, grâce à une politique de recrutement efficace et à une formation de longue haleine, s'apprête à dominer la compétition. Malgré un début difficile, où elle est battue par le Club africain et le Club sportif de Hammam Lif et tenue en échec par Al-Hilal, l'équipe se ressaisit en enregistrant 17 victoires consécutives. Quant au Club africain, qui a fusionné avec un autre grand club de la division nationale, le Club athlétique du gaz, il ne tient pas ses promesses et se contente de sa troisième coupe de Tunisie consécutive en battant le Club sportif de Hammam Lif. La relégation touche les trois promus qui éprouvent des difficultés d'adaptation au rythme de la compétition.

## Clubs participants
- Espérance sportive de Tunis
- Club sportif de Hammam Lif
- Association sportive des PTT
- Étoile sportive du Sahel
- Club africain
- Stade nabeulien
- Zitouna Sports
- Sporting Club de Moknine
- Avenir sportif de La Marsa
- Croissant sportif bizertin
- Union culturelle de Sfax
- Club sportif sfaxien
- Al-Hilal

## Compétition

### Classement
Le barème de points servant à établir le classement se décompose ainsi :
- Victoire : 3 points
- Match nul : 2 points
- Défaite : 1 point
- Forfait : 0 point

|    | Équipe                         | Pts | J  | G  | N | P  | Bp  | Bc  | Diff |
| -- | ------------------------------ | --- | -- | -- | - | -- | --- | --- | ---- |
| 1  | Espérance sportive de Tunis    | 67  | 24 | 21 | 1 | 2  | 342 | 204 | 138  |
| 2  | Club africain (C)              | 55  | 22 | 18 | 0 | 4  | 247 | 157 | 90   |
| 3  | Stade nabeulien                | 60  | 24 | 16 | 4 | 4  | 265 | 202 | 63   |
| 4  | Club sportif de Hammam Lif (T) | 57  | 24 | 16 | 1 | 7  | 318 | 256 | 62   |
| 5  | Association sportive des PTT   | 53  | 24 | 14 | 1 | 9  | 263 | 245 | 18   |
| 6  | Croissant sportif bizertin     | 48  | 24 | 11 | 2 | 11 | 309 | 314 | -5   |
| 7  | Union culturelle de Sfax       | 45  | 24 | 10 | 1 | 13 | 274 | 306 | -32  |
| 8  | Avenir sportif de La Marsa     | 44  | 24 | 9  | 2 | 13 | 254 | 297 | -43  |
| 9  | Zitouna Sports                 | 43  | 24 | 9  | 1 | 14 | 268 | 291 | -23  |
| 10 | Étoile sportive du Sahel       | 41  | 24 | 8  | 1 | 15 | 254 | 305 | -51  |
| 11 | Al-Hilal (P)                   | 38  | 24 | 5  | 4 | 15 | 229 | 275 | -46  |
| 12 | Sporting Club de Moknine (P)   | 38  | 24 | 7  | 0 | 17 | 257 | 331 | -74  |
| 13 | Club sportif sfaxien (P)       | 26  | 24 | 0  | 2 | 22 | 191 | 353 | -162 |

|  | Champion de Tunisie 1966-1967                                                                |
|  | Relégation directe en deuxième division                                                      |
|  | (T) Tenant du titre (C) Vainqueur de la Coupe de Tunisie (P) Club promu de deuxième division |

### Scores et buteurs
Des scores insolites sont enregistrés à l'instar des matchs suivants :
- Club sportif de Hammam Lif - Stade nabeulien (3-3)
- Avenir sportif de La Marsa - Stade nabeulien (6-6)
- Espérance sportive de Tunis - Croissant sportif bizertin (5-2)
- Association sportive des PTT - Union culturelle de Sfax (6-4)
- Club africain - Stade nabeulien (3-2 en coupe)

Pour les matchs couverts par les journaux, en particulier les hebdomadaires Le Sport et Al Khaddem, seul Hachemi Razgallah (ASPTT) marque dix buts contre Al-Hilal (16-10), alors que trois handballeurs atteignent neuf buts :
- Mounir Jelili (EST) à deux reprises contre la Zitouna Sports (15-12) et l'Étoile sportive du Sahel (21-11)
- Abdelwahab Adhar (UC Sfax) contre Al-Hilal (15-13)
- Abdelaziz Ghelala (CSHL) contre Al-Hilal (16-9)

### Deuxième division
Jendouba Sports, qui a pour entraîneur-joueur Mouldi Ayari, ancien joueur de l'Association sportive des PTT, crée la surprise en ne passant qu'une seule saison en seconde division. Elle accède en division nationale en compagnie du champion du Centre, le Nasr sportif soussien, à l'issue des barrages d'accession. Le titre national de la seconde division est attribué au Jendouba Sports, vainqueur du Nasr (17-11).

#### Poule Nord
Jendouba Sports termine en première position avec le Stade tunisien qu'elle bat en match d'appui.
| Rang | Équipe                          | Points |
| ---- | ------------------------------- | ------ |
| 1    | Jendouba Sports                 | 51     |
| 2    | Stade tunisien                  | 51     |
| 3    | Jeunesse sportive omranienne    | 42     |
| 4    | Club sportif des cheminots      | 40     |
| 5    | Association sportive d'Hammamet | 32     |
| 5    | Club olympique des transports   | 32     |
| 5    | Club athlétique du Kef          | 32     |
| 8    | Union sportive de Radès         | 28     |
| 9    | El Baath sportif de Béni Khiar  | 27     |
| 10   | Association Mégrine Sport       | 25     |

#### Poules Centre
Les équipes sont réparties en deux groupes. Le leader du premier, le Nasr sportif soussien, bat celui du second, El Makarem de Mahdia.
| Rang | Équipe                          | Points |
| ---- | ------------------------------- | ------ |
| 1    | Nasr sportif soussien           | 18     |
| 2    | Stade soussien                  | 11     |
| 3    | Espoir sportif de Haffouz       | 9      |
| 4    | Union sportive monastirienne    | 7      |
| 5    | Espoir sportif de Hammam Sousse | FG     |

| Rang | Équipe                         | Points |
| ---- | ------------------------------ | ------ |
| 1    | El Makarem de Mahdia           | 24     |
| 2    | Étoile sportive d'El Jem       | 20     |
| 3    | Union sportive de Sayada       | 15     |
| 4    | Étoile sportive de Ksar Hellal | 10     |
| 5    | Croissant sportif chebbien     | 8      |
| 6    | Aigle sportif de Téboulba      | FG     |

#### Poules Sud
Dans cette poule aussi, deux groupes sont constitués. L'En-Nahdha sportive de Sfax remporte le championnat régional au détriment du Stade sportif gafsien, dirigé par Hamouda Roauched, mais échoue aux barrages.
| Rang | Équipe                                |
| ---- | ------------------------------------- |
| 1    | En-Nahdha sportive sfaxienne          |
| 2    | Club sportif de Sakiet Ezzit          |
| 3    | Union sportive des transports de Sfax |
| 4    | Sfax railways sports                  |

| Rang | Équipe                        |
| ---- | ----------------------------- |
| 1    | Stade sportif gafsien         |
| 2    | Étoile sportive de Métlaoui   |
| 3    | Avenir sportif de Kasserine   |
| 4    | Union sportive de Sbeïtla     |
| 5    | El Gawafel sportives de Gafsa |

### Troisième division
Deux poules évoluent au Nord et sont remportées par l'Association sportive de handball de l'Ariana et Ezzahra Sports.

## Champion
- Espérance sportive de Tunis
  - Entraîneur : Moncef Hajjar (adjoint : Abdelhamid Telmoudi)
  - Effectif[3] : Sahbi Ferchichi, Hichem Mrad, Mourad Flis, Soltan, Chekir et H'dada (GB), Chedly Chamekh, Moncef Belhaj, Hamadi Zoghlami, Mounir Jelili, Béchir Hamza, Larbi Ben Zakkour, Patrick, Ali Debbiche, Ali Slama, Merland, Salem Baccouche, Moncef Hajjar, Saïd Amara, Abdelhamid Telmoudi, Pernet, Chabbahi, Mahmoud Segni, Tijani Mhamedi, Mongi Khammassi